# جراحة دمج الفقرات الصدرية طفيفة التغلغل
تُعد جراحة دمج الفقرات الصدرية طفيفة التغلغل أحد أحدث أساليب جراحات الجنف. فبدلاً من عمل ندبة رأسية أسفل الظهر أو ندبة أفقية من منتصف الصدر إلى مركز الظهر، يتم إدخال قضيب خلال سلسلة من الشقوق الصغيرة على جانب الجسم. ولا يتم كشف العمود الفقري خلال الجراحة، بل يُستخدم منظار صغير بدلاً من ذلك.

## مصطلحات
الجنف هو انحناء ثلاثي الأبعاد في العمود الفقري.

دمج الفقرات هو استئصال أقراص العمود الفقري واستبدالها بعظام المانح. ويتم تثبيت الدمج عادةً باستخدام قضيب.

مجهول السبب أي ينشأ تلقائيًا، أو نتيجة لسببٍ غامض أو مجهول.

## الشروط
تكون جراحة دمج الفقرات ضرورية عندما يصل الانحناء في العمود الفقري إلى 40 درجة. ولكن، سنحت الآن الفرصة لإجراء جراحة طفيفة التغلغل. ويُشترط أن يتراوح الانحناء بين 0 إلى 70 درجة. كما يُفضل أن تكون استدارة الضلع أقل ما يمكن، ومنحنى واحدًا. وأيضًا، غالبًا ما تتم عمليات دمج الفقرات الصدرية طفيفة التغلغل في منطقة الصدر فقط.

## قبل العملية
إرشادات غذائية ليوم العملية

للرضع من 0 إلى 6 شهور:

أ. ممنوع تناول أية أطعمة صلبة في يوم العملية;

ب. يُسمح بتناول حليب الأم أو الحليب البديل حتى 4 ساعات قبل العملية;

ج. يسمح بتناول السوائل النقية (الماء، عصير التفاح، سفن أب منخفض الصودا ، بيديالايت)حتى ثلاث ساعات قبل العملية;

د. لا يُسمح بتناول أي شيء عن طريق الفم بعد ذلك.

الأطفال من 7 شهور وأكبر:

أ. ممنوع تناول أية أطعمة صلبة في يوم العملية;

ب. يُسمح بتناول حليب الأم أو الحليب البديل حتى 6 ساعات قبل العملية;

ج. يسمح بتناول السوائل النقية (الماء، عصير التفاح، سفن أب منخفض الصودا ، بيديالايت)حتى ثلاث ساعات قبل العملية;

د. لا يُسمح بتناول أي شيء عن طريق الفم بعد ذلك.

عندما يصل المريض إلى المستشفى، يتم قياس المؤشرات الحيوية. وأيضًا، يتم إجراء بعض الفحوص المعملية إذا لزم الأمر. ثم يُنقل المريض إلى غرفة انتظار بمرافقة أسرته/أسرتها. ثم يضع الممرضون المريض على ترولي، وينقل إلى غرفة العمليات. وحينها، يقوم طبيب التخدير بتخدير المريض حتى ينام.

## العملية
بمجرد تخدير المريض في غرفة العمليات، يتم تركيب القسطرة والأنابيب الوريدية. ثم يتم إدخال منظار في الجسم، بدلاً من كشف العمود الفقري. يحتوي طرف المنظار على كاميرا دقيقة تتيح للجراح مشاهدة العملية على شاشة تليفزيونية. ويتم عمل حوالي 5 شقوق طول كل منها بوصة واحدة، وشق آخر طوله 5 بوصات على الجزء الخلفي من الورك. ثم تنكمش الرئة وتُدفع جانبًا، ويتم تركيب أنبوب تنفس في الرئة المنكمشة لمساعدة المريض على التنفس. وبعد أن تصبح الرئة جانبًا، يقوم الجراح باستئصال الأقراص اللازمة لعملية الدمج. ويختلف عدد الأقراص اللازمة للعملية من شخصٍ لآخر. ثم يتم إدخال عظام من ورك المريض مكان الأقراص التي تم استئصالها. وبعد ذلك يتم إدخال المسامير بداخل العمود الفقري من داخل القفص الصدري. تعمل هذه المسامير كمثبتات للقضيب. ويُمرر القضيب داخل الثقوب الموجودة في رؤوس المسامير. ويحدث ذلك ببطء حتى لا يتأثر الحبل الشوكي. تتسع الرئة مرة أخرى، وينزع أنبوب التنفس. ولكن، يتم إدخال أنبوب تجفيف للتخلص من السوائل الزائدة في الرئة. يُنقل المريض بعد ذلك إلى وحدة العناية الفائقة، ثم إلى غرفة الإنعاش.

## بعد العملية
الحمية: يُسمح بشرب سوائل نقيّة، وحساء، ومصاصات ثلج، وعصير وينتقل المريض من مرحلة تناول السوائل إلى مرحلة تناول الطعام ببطء خلال 24 ساعة.

الغثيان والقيء: من الأمور المعتادة جدًا بعد العملية، وعادةً بسبب تأثير المُخدّر.

الألم: يُعطى المورفين للمريض من خلال الحقن الوريدي لتخفيف الألم. ومن المفيد استخدام أداة لتقييم الألم، لمساعدة المريض في توصيل مستوى ألمه إلى الممرض أو الطبيب.

المشي: يبدأ المريض في المشي في خلال 48 ساعة تقريبًا بعد العملية. ومع ذلك،لا يجب أن يتم إجبار المريض على المشي، بل يُترك الأمر حسب رغبة المريض.

إزالة الأنبوب

أ. ينزع أنبوب المعدة عادةً بمجرد نقل المريض إلى غرفة الإنعاش.

ب. تنزع القسطرة عادةً بمجرد أن يشعر المريض بتحسن، ويتمكن من المشي قليلاً. ويكون ذلك غالبًا في اليوم الثاني أو الثالث بعد العملية.

ج. دائمًا ما يكون أنبوب تجفيف الرئة هو آخر أنبوب يتم نزعه، أو ينزع بمجرد أن يُبطأ أو يتوقف التدفّق تمامًا.

د. تُنزع الأنابيب الوريدية غالبًا في اليوم الرابع أو الخامس. بمجرد أن يتمكن المريض من تناول الأدوية عن طريق الفم

## الأدوية
هيدروكودون

أسيتامينوفين

فيكودين.

## التعافي والنتائج
يحتاج المريض لارتداء حزام ظهر بعد خروجه من المستشفى خلال الأشهر الثلاث الأولى بعد العملية. يستعيد المريض القدرة على ممارسة جميع الأنشطة المعتادة، في فترة تتراوح بين تسعة أشهر وعام. وعلى عكس عمليات دمج الفقرات الأخرى، يفقد المريض 10% فقط من قدرته على التحرك في عملية دمج الفقرات الصدرية طفيفة التغلغل. وتكون هذه النسبة المفقودة عادةً في قدرة الجذع على الاستدارة. فهذه العملية مصممة خصيصًا لتسمح للشخص بأن يتمتع بنفس المرونة التي كان يتمتع/تتمتع بها قبل الجراحة. ولكن، ذلك يعني أيضًا أن هذه العملية لن تستطيع أن تحقق التصحيح التام. فسيظل الشخص «منحنيًا» بعض الشيء بعد إجراء العملية.

## البدائل
طعم هارينجتون